# دن کندی
 دن کندی (انگلیسی: Don Candy؛ زاده ۳۱ مارس ۱۹۲۹) یک تنیس‌باز اهل استرالیا است.